# Kume

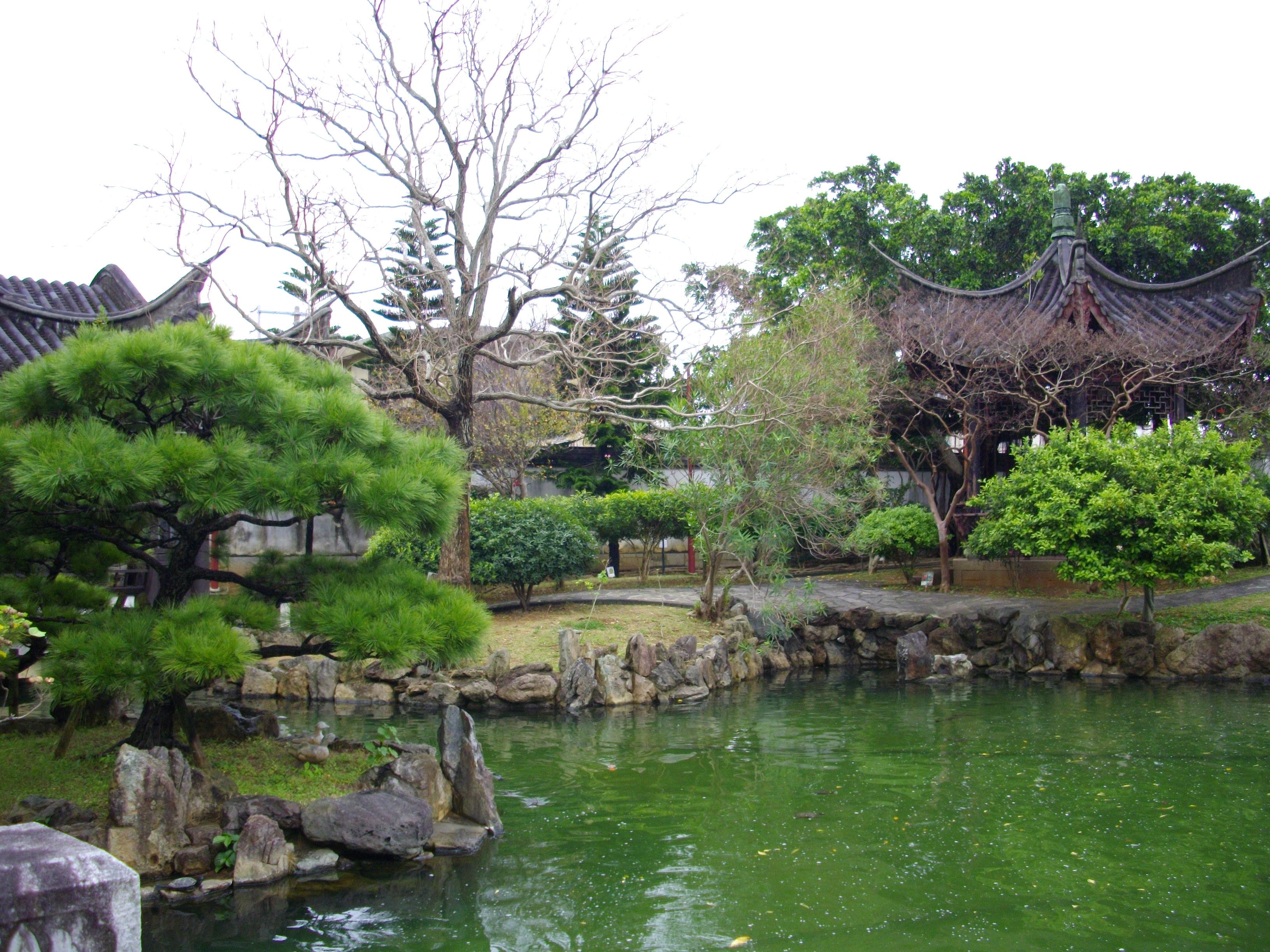
Jardin Fukushuen dans le quartier de Kume, ville de Naha

Le village de Kume (久米村, okinawaïen : Kuninda), situé sur l'île d'Okinawa, dans la ville portuaire de Naha, près de la capitale royale de Shuri, est une communauté d'érudits, de fonctionnaires et de diplomates ainsi qu'un centre de culture et d'apprentissage à l'époque du royaume de Ryūkyū. Les habitants de Kume, que la tradition tient pour être les descendants des premiers immigrants chinois qui s'y sont installés en 1392, constituent une classe importante et aristocratique de lettrés fonctionnaires, les yukatchu, qui dominent la bureaucratie royale, et servent comme responsables gouvernementaux du royaume, ainsi que de diplomates dans les relations avec la Chine, le Japon et d'autres États.
Cette fonction spéciale de la communauté prend fin en 1879, avec l'annexion du Royaume par le Japon. La communauté est depuis géographiquement absorbée dans la capitale préfectorale de Naha ; la zone est maintenant connue simplement sous le nom de « Kume ». Cependant, son association avec l'érudition et la culture, ou du moins avec la Chine, demeure. Il semble qu'il reste un espoir parmi les habitants d'Okinawa que les habitants de Kume restent plus Chinois, ou du moins différents, des autres personnes vivants sur les îles.

## Histoire
Selon les récits traditionnels, la communauté est fondée en 1392 quand un certain nombre de fonctionnaires et artisans chinois, sous les ordres du gouvernement impérial de la dynastie Ming, se rendent à Okinawa en provenance de la province du Fujian et s'y installent. L'historien Takashi Uezato, cependant, écrit qu'il ne sait pas exactement quand la communauté a été créée. Il souligne que, dans tous les cas, les communautés chinoises dans les îles Ryūkyū auraient augmenté aux XIVe et XVe siècles tandis que les communautés le long de la côte sud de la Chine se déplacent vers le sud, et que le commerce entre cette région et les Ryūkyū se développe.
Les trois royaumes de Ryūkyū, qui seront unis dans les trente années après la date traditionnelle de la fondation de Kume, comme beaucoup d'autres États de la région à l'époque, sont des États tributaires dans l'ordre mondial chinois ; La culture chinoise et ses structures politiques et économiques, sont considérées comme la définition même de la civilisation et de la modernité, vue cultivée par le gouvernement impérial chinois pendant une grande partie de son histoire. Ainsi, même si ces immigrants chinois sont à peine plus nombreux que les citoyens ordinaires chez eux dans le Fujian, ils sont considérés par leur gouvernement qui les envoie et par les Ryūkyūïens qui les accueillent, comme des envoyés culturels, qui apportent la civilisation à une nation moins développée.
Les immigrés reçoivent des terres en franchise d'impôt sur lesquelles construire leurs maisons, la communauté bénéficie d'une allocation de riz par le gouvernement pour aider à la soutenir et les gens de Kume disposent bientôt d'un grand statut et de prestige dans le gouvernement royal, bien que la communauté dans son ensemble fonctionne de façon relativement indépendante vis-à-vis de chacun des trois royaumes. Les trois royaumes cultivent des relations diplomatiques et commerciales avec les membres de la communauté de Kamamura, orientée vers le commerce interculturel et maritime. Ces conditions restent inchangées pendant plusieurs siècles, tandis qu'augmentent et sont plus reconnues l'importance et l'influence de Kume.
Sur l'île d'Okinawa comme dans la plupart des sociétés pré industrielles, la littératie est rare, les gens de Kume, cultivés et parlant couramment le chinois et éduqués avec les classiques chinois, représentent ainsi une communauté proche de la plupart des personnes les plus éduquées du pays. Les premiers immigrants, et plus tard leurs descendants, enseignent la langue chinoise et les méthodes et structures administratives aux responsables des Ryūkyū et à d'autres. Beaucoup sont aussi considérés comme experts dans une variété de compétences, telles que l'astronomie, la navigation, la géomancie, la construction navale et la production d'encre et de papier.
Vers le milieu du XVe siècle, la communauté, enfermée à l'intérieur de murs de terre, est composée de plus d'une centaine de maisons, habitées non seulement par les immigrants chinois (et leurs descendants), mais aussi par des Coréens. Aucun reste de murs de terre n'a cependant été trouvé

### Échange d'étudiants et éducation
Les enfants du village de Kume commencent leurs études formelles à l'âge de cinq ans et se rendent au palais de Shuri pour une audience solennelle à l'âge de quinze ans. À ce stade, ils sont officiellement ajoutés au registre des lettrés bureaucrates yukatchu et peuvent commencer leur carrière gouvernementale.
L'une des caractéristiques déterminantes de la communauté universitaire de Kume et de sa relation avec la Chine est le système par lequel les étudiants et érudits de Kume passent des périodes à Fuzhou, à la fois comme étudiants et membres des missions tributaires. La plupart, sinon tous les étudiants et lettrés bureaucrates passent au moins quelques années de leur vie à étudier à Fuzhou, quelques-uns se rendent à Pékin, et à partir du XVIIe siècle, certains étudient au Japon, à Kagoshima. Seuls quelques centaines de Ryukyuans résident simultanément à Fuzhou, et seulement huit à l'université impériale de Pékin, où ils sont autorisés à rester pendant trois ans, ou jusqu'à huit dans des circonstances exceptionnelles.
L'éducation conduit inévitablement soit aux examens impériaux chinois passé à Pékin, ou à un ensemble moins rigoureux d'examens passés à Shuri. Comme en Chine, ces examens sont des portes d'accès dans la bureaucratie gouvernementale. En plus de servir comme bureaucrates à Shuri, beaucoup occupent des positions d'enseignants dans Kume ou de diplomates.

### Confucianisme
La zone englobant Kume et Naha et Shuri à proximité sont, métaphoriquement, un îlot culturel. Les descendants des immigrants chinois originaux étudient aux côtés des jeunes de Ryūkyū, et nombre de rites, rituels et célébrations, avec une myriade d'autres éléments de la culture chinoise, sont en grande partie inconnue à l'extérieur de cette zone.
Cette situation provoque une sorte de schisme dans le pays, la culture chinoise en étant venue à dominer la vie dans la région immédiatement autour de la capitale, tandis que le reste du royaume reste dévoué aux croyances et modes de vie autochtones traditionnels. Comme tous les bureaucrates et les fonctionnaires gouvernementaux viennent de Kume et Shuri, les politiques sont de plus en plus guidé par les valeurs et idées confucéennes, en particulier sous les règnes de Shō Shōken et Sai On, largement considérés comme le deux fonctionnaires les plus influents dans l'histoire du royaume.
Un temple confucéen est offert à la communauté par l'empereur chinois Kangxi en 1671, et des efforts considérables sont faits par Shō Shōken et d'autres pour transformer le pays sur des nases fortement inspirées du confucianisme. Parmi les nombreuses réformes de Shō Shōken se trouvent une série de tentatives pour extirper les rituels animistes natifs, en particulier ceux impliquant le roi. Les croyances autochtones sont considérées primitives, barbares et potentiellement gênantes aux yeux de la Chine et du Japon. Ainsi, le système des prêtresses noro est forcé de perdre de l'importance et de nombreux rituels royaux doivent être exécutés au temple confucéen, d'une manière plus chinoise, ou sont tous complètement éliminés et transformés en de simples gestes effectués par des fonctionnaires subalternes qui représentent officiellement le roi dans l'accomplissement des rituels.

## Géographie médiévale
Pendant la plus grande partie de la période médiévale (c. 1390 à 1609), la ville portuaire de Naha est située sur une petite île appelée Ukishima, reliée à la terre ferme de l'île d'Okinawa par une chaussée étroite appelée chōkōtei (长虹 堤, lit. « long remblai en arc »). Le centre de l'île est dominé par la communauté fortifiée de Kume. Une artère principale, Kume Ōdōri (久米 大通り) court à travers l'île du sud-est au nord-ouest ; le temple taoïste se tient à l'extrémité nord de la rue, tandis que 2 sanctuaires Tenpigū consacrés à Tenpi, divinité taoïste de la mer, se trouvent à l'extrémité sud de la route,.

### Domination de Satsuma
Au cours de la période durant laquelle les Ryūkyū sont contrôlées par le clan Shimazu du Japon (1603-1868), les villageois de Kume jouent un rôle encore plus direct dans le gouvernement et dans la diplomatie, du moins au début. Les solides liens des îles Ryūkyū vers la Chine sont cruciaux pour le Japon et sont subordonnés à l'ignorance par la Chine de la subordination des îles. Ainsi, le gens de Kume servent non seulement dans le gouvernement royal, et en tant que diplomates, mais aussi comme agents culturels. Il est interdit aux Ryūkyūiens de parler japonais, de porter des vêtements japonais, ou, de quelque autre façon, de révéler l'influence japonaise sur eux. Ainsi, le magistrat de la communauté de Kume occupe un rôle officieux comparable à un ministre de l'Éducation, et les gens des Ryūkyū, plus encore que par le passé, sont exposés à une campagne de sinisation passive et active.
Cependant, la chute de la dynastie Ming en 1644 face aux Manchu de la dynastie Qing, apporte avec elle un dilemme culturel pour les gens de Kume qui, bien qu'éloignés de nombreuses générations de leurs ancêtres chinois, ressentent encore des liens très étroits avec ce pays. Le nouveau gouvernement mandchou exige que tous les sujets chinois adoptent certaines coutumes et habits mandchous, y compris le port de la queue (de cheveux). Bien que ceux de Kume se considèrent toujours sujets chinois après une mode, ils refusent de suivre ces ordres et adoptent les mœurs et s'habillent plus selon les traditions indigènes des Ryūkyū.
Le développement du royaume est inévitablement affecté assez profondément par les politiques imposées par Satsuma et par les réformes mises en place par Sai On, Shō Shōken et d'autres souverains. Bien que la prospérité économique globale des Ryūkyū dans cette période reste un sujet de débat parmi les historiens, le royaume se développe économiquement à certains égards. Les anji de Shuri et les yukatchu du village de Kume se développent dans une classe moyenne semi-riche. L'écart économique entre les habitants des villes et ceux des campagnes augmente, tout comme les villes elles-mêmes. En 1653, le gouvernement interdit à quiconque de déplacer sa résidence dans l'une des grandes villes, et impose un certain nombre de lois somptuaires visant à réduire les dépenses inutiles; l'élite bureaucratique peut être plus riche que la paysannerie de Ryūkyū, mais elle est, selon la plupart des travaux universitaires, encore très pauvre par rapport aux aristocrates en Chine et au Japon.
Au cours de cette période, la classe aristocratique de Shuri, les anji, gagne de l'influence et de la puissance et éclipse le village de Kume. En 1729, le gouvernement met fin aux allocations de riz qui ont soutenu les gens de Kume depuis la fondation de la communauté, et l'attribue à la place aux gens de Shuri. Autour de 1801, les jeunes gens de Shuri commencent à être envoyés à l'étranger pour étudier à Fuzhou et Beijing, brisant ainsi le monopole des études en Chine détenu par le village de Kume pendant environ quatre siècles. Plusieurs positions du gouvernement ne sont plus ouvertes maintenant qu'à ceux qui vivent à Shuri et de lignée anji. Des aides financières sont offertes aux hommes de Kume pour changer formellement leur résidence et venir s'installer dans la capitale et obtenir ainsi les mêmes possibilités offertes à ceux originaire de Shuri, mais tandis que cette disposition profite aux lettrés bureaucrates à titre individuel, dans l'ensemble elle sert seulement à accélérer le déclin du prestige et de la puissance de Kume car son rôle autrefois important et unique dans le gouvernement, l'éducation et la culture du pays est à présent partagé et même assuré par Shuri. Des protestations sont organisées à l'époque, mais n'ont que très peu d'impact.
Ces évolutions sont les clous métaphoriques dans le cercueil de la communauté Kume qui a beaucoup compté sur les allocations de riz du gouvernement et sur son monopole sur son rôle unique au sein du gouvernement. Pendant des siècles, les gens se sont consacrés à des activités universitaires et non à la production économique. Shō Shōken tente d'atténuer quelque peu ce problème en réduisant la production de l'artisanat dans la campagne et en réservant cette production pour les gens du Kume et d'autres villes. Certains citadins sont encouragés à quitter les villes pour la campagne afin d'y mener une vie d'artisans, sans aucune perte du statut officiel. 
Le royaume de Ryūkyū est dissous et officiellement annexé au Japon en tant que préfecture d'Okinawa en 1879. Kume, en raison de ses liens étroits avec la Chine, devient un centre pour le sentiment anti-japonais, et de nombreux membres de la communauté fuient vers la Chine, à la fois par aversion à l'idée de rejoindre le Japon et par crainte de représailles chinoises contre Ryūkyū pour avoir permis l'annexion.
Dans le même temps, dans le cadre des réformes de grande envergure de la restauration de Meiji, un système scolaire public est établi dans tout le Japon; bien que l'éducation doive être uniforme à travers le pays, des exceptions sont faites à Okinawa, comme c'est le cas pour la plupart des politiques de l'ère Meiji qui y sont plus progressivement introduites. Des académies sont établies à Shuri et Kume, et les programmes d'études basés sur les classiques chinois, sont maintenus pendant un certain temps. Dans les premières années du XXe siècle, il est dit que l'érudition traditionnelle de Kume a disparu.

## Source de la traduction
- (en) Cet article est partiellement ou en totalité issu de l’article de Wikipédia en anglais intitulé « Kumemura » (voir la liste des auteurs).